# Liste der Monuments historiques in Chézeaux
Die Liste der Monuments historiques in Chézeaux führt die Monuments historiques in der französischen Gemeinde Chézeaux auf.

## Liste der Immobilien
| Bezeichnung | Beschreibung            | Standort                  | Kennzeichnung | Schutzstatus | Datum | Bild |
| ----------- | ----------------------- | ------------------------- | ------------- | ------------ | ----- | ---- |
| Wegekreuz   | aus dem 17. Jahrhundert | Route de Bourbonne (Lage) | PA00079249    | Inscrit      | 1929  |      |